# Носов Володимир Миколайович
Володимир Миколайович Носов (рос. Владимир Николаевич Носов; 14 квітня 1988, Коровий Ручей, Комі АРСР — 26 березня 2022, Любимівка, Україна) — російський офіцер, капітан ЗС РФ. Герой Російської Федерації.

## Біографія
В 2006 році закінчив кадетську загальноосвітню школу в рідному селі, в 2011 році — Рязанське повітрянодесантне командне училище, після чого був призначений командиром 1-ї десантно-штурмової роти 336-ї окремої бригади морської піхоти. З листопада 2016 по травень 2017 року командував групою з 12 морських піхотинців, які забезпечували безпеку великого десантного корабля «Корольов» під час далекого походу в Середземне море. В 2019 році протягом декількох місяців перебував у відрядженні в Сирії. З 8 березня 2022 року брав участь у вторгненні в Україну. Загинув у бою. 9 квітня був похований в рідному селі.

## Нагороди
Отримав численні нагороди, серед яких:
- Медаль «За військову доблесть» 2-го ступеня
- Медаль «За відзнаку у військовій службі» 3-го ступеня (10 років)
- Медаль «За участь у військовому параді в День Перемоги»
- Звання «Герой Російської Федерації» (25 травня 2022, посмертно) — «за мужність і героїзм, проявлені під час виконання військового обов'язку.» 22 червня медаль «Золота зірка» була передана рідним Носова адміралом Миколою Євменовим.

## Вшанування пам'яті
В червні 2022 року на честь Носова був названий протидиверсійний катер проєкту 21980 «Володимир Носов».